# Joan Maria Roig i Borràs
|  | Per a altres significats sobre Joan Maria Roig, vegeu «Joan Roig». |

Joan Maria Roig i Borràs   (l'Espluga de Francolí, 8 de febrer de 1950) és un polític català i petit industrial que va ser alcalde de Reus per unes hores i diputat de la primera legislatura del Parlament de Catalunya.

## Biografia
Ha treballat com a enginyer tècnic industrial i resideix a Reus (Baix Camp). És membre de la Unió General de Treballadors de Catalunya.
Políticament milità en el Partit Socialista Unificat de Catalunya fins al 1977, quan fundà a Reus l'agrupació local del Partido Socialista Popular, del que en fou elegit membre de l'executiva nacional. Quan el PSP es va unificar a nivell estatal amb el PSOE va passar a militar en el PSC-PSOE.
A les eleccions al Parlament de Catalunya de 1980 fou elegit diputat per la circumscripció de Tarragona. Durant el seu mandat al Parlament de Catalunya fou membre de la comissió d'Indústria, Energia, Comerç i Turisme, de la comissió d'Agricultura, Ramaderia i Pesca i de la comissió d'investigació sobre la central nuclear d'Ascó.
A les eleccions municipals de 1983 fou escollit regidor de l'Ajuntament de Reus. No es va presentar a les eleccions municipals de 1987.

## Alcaldia durant unes hores
En morir el 1985 l'alcalde de Reus del PSC Anton Borrell Marcó, escollit el 1983 en la segona legislatura municipal, l'alcaldia havia de ser per Roig, que era el següent de la llista, però no tenia la confiança del partit. Roig es va negar a retirar-se voluntàriament i va ésser elegit alcalde però, a les poques hores, com estava previst, va ser destituït per una moció de censura, i fou nomenat Josep Abelló Padró.
Després d'això Roig es va separar dels socialistes i es va dedicar a la seva activitat professional.